# Louise-Anastasie Serment
Louise-Anastasia Serment, née à Valence en 1642 et morte à Paris le 17 décembre 1691, est une poétesse, musicienne et philosophe de la nature française,.

## Biographie

### Famille et éducation
Louise-Anastasia Serment naît à Valence en 1642. Sa famille d'origine parisienne a habité à Grenoble jusqu'en 1639, puis 18 mois à Charprey, avant de s'installer à Valence. Elle a un frère Jean-Baptiste (1660) et trois soeurs Anne-Marie, Gabrielle-Angélique et Laurence.
Elle monte à Paris avec sa mère et sa soeur Gabrielle-Angélique Serment louant une chambre rue Saint-André des Arts.
Elle part faire ses études en philosophie naturaliste à Paris, où elle devient une discipline de René Descartes et réside le reste de sa vie. 

### Carrière littéraire
Louise-Anastasia Serment fréquente les salons, en particulier celui de Madeleine de Scudéry où elle rencontre le Tout-Paris littéraire. Elle publie des vers dans les années 1680, fait un séjour à la cour et défend les droits des femmes.
Elle est membre honoraire de l'Académie italienne Ricovrati de Padoue au côté de huit grandes penseuses de son temps comme Madeleine de Scudéry, Elena Cornaro Piscopia, Anne Dacier, Catherine Bernard, Antoinette Deshoulières, Marie-Catherine de Villedieu, Henriette de Coligny de La Suze et Maria Selvaggia Borghini.
Elle fait partie d'une élite de femmes françaises instruites qui composaient des vers en français comme en latin, parmi lesquelles la marquise de Sévigné, Madame de la Fayette, Marie Anna Mancini, duchesse de Bouillon, la princesse Maria Anna Victoria de Bavière (la Grande Dauphine), Élisabeth de Rochechouart, abbesse de Fontevrault, Mademoiselle du Pré, et la peintresse Élisabeth-Sophie Chéron, entre autres.
Elle est réputée pour avoir collaboré sur des opéras avec le dramaturge Philippe Quinault.
Selon Pierre-Joseph Thoulier Olivet dans Histoire de l'Académie française, elle aurait initié aux règles de la versification le futur abbé Charles-Claude Genest lors d'une soirée de Louise-Bénédicte de Bourbon, duchesse du Maine.
Malade, elle écrit son testament le 13 avril 1691 à la campagne, puis décède à Paris le 17 décembre 1691 à l'âge de 50 ans sur l'île Saint-Louis. Elle est enterrée à l'église Saint-André-des-Arts auprès de sa famille.

### Polémique du baise-main
Pour la quasi-totalité des historiens, Louise-Anastasia Serment serait la « belle bouche [qui] a daigné baiser » une des mains de Pierre Corneille en 1659. Dans une lettre du 16 décembre, il mentionne « une belle dame de sa connaissance, qui, par un excès d’estime, avait baisé la main gauche de l’auteur ».

## Vie privée
Selon La Curiosité littéraire et bibliographique, un huitain acrostiche manuscrit en latin, dans la bibliothèque de Grenoble, serait dédié à Louise-Anastasia Serment avec des vers commençant par A, S, E, R, M, E N, T. Elle y est surnommée « Nazis », une abréviation d'Anastasie (p.232). Le poème fait allusion à des « pratiques lesbiennes » et à son ventre gonflé.
On lui prête le personnage d'Octavia dans un des dialogues érotiques d'Aloisiæ Sigæae (1678) de l'écrivain et historien dauphinois Nicolas Chorier, qui initie Roberto, un jeune homme travesti à l'amour.
D'après Étienne Pavillon, elle aurait potentiellement entretenue une relation amoureuse avec le dramaturge Philippe Quinault, qui habitait dans la même rue depuis au moins novembre 1688 sur l'île Saint-Louis, si l'on s'en tient au contenu de « Madrigal. À Mademoiselle Serment » publiée dans Oeuvres de Pavillon (1747) après sa mort.

## Oeuvres
- Vertron, La Nouvelle Pandore, 1698 : composé de lettres et vers de Louise-Anastasia Serment de 1680[3]
  - Compliments à la Dauphine, 1682
  - Sonnet, 1682
  - « Dialogue Entre Monseigneur duc de Bourgogne, & celui qui lui présente une jeune Amazone dans son Char », 1685
- « Bientôt la lumière des cieux. Vers faits pour une Dame deux jours avant sa mort », Mercure, janvier 1692